# Karinj
Karinj ou Qarinj (en arménien Քարինջ) est une communauté rurale du marz de Lorri en Arménie. En 2008, elle compte 664 habitants.